# Euphorbia selousiana
Euphorbia selousiana är en törelväxtart som beskrevs av Susan Carter. Euphorbia selousiana ingår i släktet törlar, och familjen törelväxter. Inga underarter finns listade i Catalogue of Life.